# Ивановка (Калманский район)
Ивановка — посёлок в Калманском районе Алтайского края России. Входит в состав Шиловского сельсовета.

## История
Ивановка была основана в 1914 году. В 1926 году имелось 115 хозяйств и проживало 590 человек (264 мужчины и 326 женщин). Функционировали школа I ступени и лавка общества потребителей. В административном отношении являлась центром Ивановского сельсовета Барнаульского района Барнаульского округа Сибирского края.

## География
Посёлок находится в центральной части Алтайского края, в лесостепной зоне, в пределах северо-восточной части Приобского плато, в верховьях реки Моховушка, на расстоянии примерно 24 километров (по прямой) к северо-западу от села Калманка, административного центра района. Абсолютная высота — 225 метров над уровнем моря.

Климат умеренный, резко континентальный. Средняя температура января составляет −17,7 °C, июля — +19,6 °C. Годовое количество атмосферных осадков — 350—400 мм.

## Население
| 1997 | 1998 | 1999 | 2000 | 2001 | 2002 | 2003 |
| ---- | ---- | ---- | ---- | ---- | ---- | ---- |
| 177  | →177 | ↘174 | ↗177 | ↗187 | ↘174 | ↘162 |
| 2004 | 2005 | 2006 | 2007 | 2008 | 2009 | 2010 |
| ↘154 | ↘133 | →133 | ↗135 | ↘120 | ↗126 | ↘96  |
| 2011 | 2012 | 2013 |      |      |      |      |
| →96  | ↘92  | ↘89  |      |      |      |      |

Согласно результатам переписи 2002 года, в национальной структуре населения русские составляли 89 %.

## Улицы
Уличная сеть посёлка состоит из двух улиц.